# Jim Marsalis
(en) Statistiques sur pro-football-reference
James J. Marsalis Jr., né le 10 octobre 1945 à Pascagoula, est un joueur américain de football américain.

## Biographie

### Enfance
Marsalis étudie à la Carver High School de Pascagoula de 1960 à 1963 où il évolue en attaque et en défense,. Pendant trois saisons, il contribue à des saisons victorieuses pour son lycée avant de s'engager avec l'université d'État du Tennessee.

### Carrière

#### Université
De 1965 à 1968, le cornerback fait partie de l'équipe de football américain des Tigers et connaît plusieurs mentors comme John Merritt. Il reçoit les honneurs d'All-American de la part de deux magazines en 1968 et participe, la même année, au Blue-Gray All-Star Game, interceptant trois passes lors de cette rencontre. Marsalis apparaît également, à deux reprises, dans l'équipe de la saison pour la SWAC en 1967 et 1968. 

#### Professionnel
Jim Marsalis est sélectionné au premier tour de la draft 1969 de la NFL par les Chiefs de Kansas City au vingt-troisième choix. Dès son arrivée dans l'équipe, il se montre comme un titulaire en puissance, interceptant deux passes contre les Jets de New York lors des play-offs de division et une autre face aux Raiders d'Oakland pendant la victoire au championnat de l'AFL. Les Chiefs remportent ensuite le Super Bowl IV devant les Vikings du Minnesota et Marsalis est nommé rookie défensif de l'année 1969 en AFL. L'ancien Tigers continue sur sa lancée en recevant deux nominations au Pro Bowl et deux pour le titre d'All-Pro. 
En 1973, il commence à glisser dans la rotation et devient un cornerback remplaçant. Le 22 octobre 1974, Marsalis est échangé aux Broncos de Denver avec Tom Drougas contre deux choix à la draft 1974 mais la transaction est annulée pour le défenseur, échouant aux tests physiques, et il est remplacé. Après une année 1975 encore comme remplaçant, il est remercié au début du mois de septembre 1976 et s'engage l'année suivante avec les Saints de La Nouvelle-Orléans où il dispute douze rencontres dont trois comme titulaire,. 
Après sa carrière, Marsalis est introduit au temple de la renommée sportive du Tennesse en 2012 et à celui de sa ville natale de Pascagoula en 2016,.